# East Keswick
East Keswick är en ort och civil parish i Storbritannien.   Den ligger i distriktet Leeds i grevskapet West Yorkshire i riksdelen England, i den centrala delen av landet, 280 km norr om huvudstaden London. East Keswick ligger 58 meter över havet och antalet invånare är 1 224.
Terrängen runt East Keswick är platt. Runt East Keswick är det mycket tätbefolkat, med 1 313 invånare per kvadratkilometer. Närmaste större samhälle är Leeds, 12,5 km sydväst om East Keswick. Omgivningarna runt East Keswick är en mosaik av jordbruksmark och naturlig växtlighet.